# Estadio Olímpico de Saltillo
El Estadio Olímpico de Saltillo es un recinto deportivo multiusos que se encuentra ubicado en la Ciudad de Saltillo, Coahuila, México. Forma parte del complejo integrado por la Ciudad Deportiva Francisco I. Madero  y por el Estadio Francisco I. Madero de béisbol. Se ubica en el Blvd. Nazario Ortiz Garza s/n esquina con David Berlanga en la Colonia Topochico en Saltillo, Coahuila, México. Tiene capacidad para 7000 espectadores en sus gradas poniente y oriente.
Cuenta con instalaciones oficiales para las disciplinas de Tiro Deportivo, Halterofilia, Luchas Asociadas, Atletismo,  Fútbol Soccer, Fútbol Americano, entre otras. Actualmente es la casa del equipo Dinos de la Liga de Fútbol Americano Profesional de México (LFA), y de los equipos de fútbol asociación Atlético Saltillo Soccer de la Liga Premier (segunda división) y Saltillo Soccer y Halcones de la Tercera División de México. 
Cuando juega Dinos, al estadio se le apoda "Desierto Jurásico", también incrementa su capacidad a 8000 espectadores con la adición de gradas móviles en la cabecera sur y norte, además de la creación de la Fan Zone, donde los aficionados al deporte de las tacleadas podrán disfrutar un sinfín de actividades. 